# الهام یدالله‌اف
الهام یدالله‌اف  (زاده ۱۷ سپتامبر ۱۹۷۵) بازیکن فوتبال اهل جمهوری آذربایجان که در سال ۱۳۸۱ در تیم صنعت نفت بازی می کرده‌است.
وی از سال ۱۹۹۸ تا ۲۰۰۴ میلادی ۳۵ بازی ملی برای تیم ملی فوتبال جمهوری آذربایجان انجام داده‌است.